# Office français de protection des réfugiés et apatrides
Ne doit pas être confondu avec Office français de l'immigration et de l'intégration.
L’Office français de protection des réfugiés et apatrides (Ofpra) est un établissement public administratif sous tutelle du ministère de l'Intérieur depuis le décret du 25 novembre 2010 chargé d'assurer en France l'application des textes relatifs à la reconnaissance de la qualité de réfugié, d'apatride et à l'admission à la protection subsidiaire, notamment la Convention de Genève du 28 juillet 1951 relative au statut des réfugiés et la Convention de New York du 28 septembre 1954 relative au statut des apatrides.
L'Ofpra a trois missions principales :
- L’instruction des demandes de protection internationale (reconnaissance de la qualité de réfugié, d’apatride ou de bénéficiaire de la protection subsidiaire) ;
- Une mission de protection juridique et administrative à l’égard des réfugiés statutaires, des apatrides statutaires et des bénéficiaires de la protection subsidiaire ;
- Une mission de conseil, dans le cadre de la procédure de l'asile à la frontière. Il rend un avis au ministre de l'Intérieur sur le caractère manifestement fondé ou non d'une demande d'autorisation d'entrée sur le territoire français au titre de l'asile.

Le siège de l’Ofpra se situe à Fontenay-sous-Bois (Val-de-Marne), où sont traitées toutes les demandes d’asile déposées en France métropolitaine. Une antenne, précédemment installée en Guadeloupe, se trouve à Cayenne (Guyane) et traite les demandes déposées en Guyane. En octobre 2022, l'Ofpra a également ouvert une antenne à Mayotte.

## Historique
Le 1er octobre 1950, une ébauche de l'Office est créée sous le nom Office des Réfugiés et Apatrides, ses bureaux sont installés dans l'ancienne ambassade du Japon, avenue Hoche, et Jacques Pigeonneau est nommé directeur. Les activités de l'Office durent jusqu'au 28 avril 1951, elles cessent faute de financement. Un an plus tard, un nouvel Office est créé par la loi n°52-893 du 25 juillet 1952 l'Office français de protection des réfugiés et apatrides (OFPRA), est un établissement public administratif indépendant, sous la tutelle du ministère des Affaires étrangères. L'établissement, qui compte 74 personnes en 1952, reprend une partie des personnels des anciennes institutions chargées de la protection des réfugiés et est composé pour moitié de réfugiés.
L’OFPRA assume deux missions principales. La première est de reconnaître la qualité de réfugié ou d'apatride aux personnes qui répondent aux conditions prévues par les textes. Pendant les vingt premières années de fonctionnement, l'Office reçoit de nombreuses demandes parfois liées aux périodes précédentes (Espagnols entrés en France en 1939 n'ayant pas encore sollicité le statut, personnes déplacées pendant la guerre n'ayant pas pu alors bénéficier de protection…) et des demandes nouvelles liées à la situation de l'Europe de l'Est (Tchèques fuyant leur pays en 1948 après le coup de Prague ou Hongrois en 1956 après l'intervention soviétique, Polonais après la campagne antisémite qui a suivi les mouvements étudiants de 1968…). Les réfugiés reconnus sont pratiquement tous européens, la France ayant ratifié la Convention de Genève en 1954 en adoptant la restriction géographique qui impose que les réfugiés craignent des persécutions pour des événements survenus en Europe. Si la Convention de New York relative à l'apatridie n'est adoptée qu'en 1954 et ratifiée qu'en 1960, l'OFPRA reconnaît cependant le statut à de nombreux apatrides.
La deuxième mission de l'OFPRA consiste à établir les documents d'état civil aux personnes reconnues réfugiées et apatrides qui, du fait de leur statut, ne peuvent s'adresser aux autorités de leur pays d'origine et à prendre en charge toutes les questions relatives au maintien du statut. Cette deuxième mission a longtemps été l’une des principales exercées par l’établissement du fait de l’héritage de 350 000 réfugiés et apatrides de la période antérieure, dont l'OFPRA doit assurer la protection dès son ouverture en septembre 1952.
Les années 1970 voient un profond bouleversement dans le dispositif de l’asile. Les décolonisations qui s’engagent augmentent le nombre de pays souverains qui engagent l’Organisation des Nations unies dans une action en faveur de l’extension du dispositif d’asile au monde entier et à l’actualité, ce qui se traduit par l’adoption en 1967 de la Convention de New York dite de Bellagio qui lève les limites géographiques et temporelles de l’article 1a2. La France la ratifie en 1971. Les ressortissants de tous les pays non européens peuvent désormais se voir reconnaître la qualité de réfugié, pour des événements postérieurs à 1951, ce qui fait sortir du cadre idéologique et politique de l’après-guerre. Dans les années qui suivent, l’extension du conflit Est-Ouest et les facilités de communication provoquent de nouvelles demandes d’hommes et de femmes venant du monde entier. On peut parler d’une mondialisation du statut de réfugié dans les années 1970.
Le nombre de demandes augmente et elles se diversifient. Les premières arrivées non européennes sont celles des latino-américains, notamment Chiliens ou en provenance du Chili après le coup d’État contre le président Allende (1973). Rapidement, la chute de Saïgon et de Phnom Penh (1975) provoquent l’exode des boat people vietnamiens, laotiens et cambodgiens. Viennent ensuite les demandes de tous les continents, qu’il s’agisse toujours des Amériques (Haïtiens…), de l’Asie (Sri Lankais…), de l’Europe (Turcs…), du Moyen-Orient (Iraniens…) ou de l’Afrique (Zaïrois, Maliens…).
La chute du Mur de Berlin (1989) est un nouveau bouleversement. Si elle met fin à des régimes persécuteurs en Europe, elle provoque dans le continent de nouveaux événements et conflits : guerres comme en ex-Yougoslavie ou au Karabakh, provoquant l’exode de ressortissants ex-Yougoslaves et Azerbaïdjanais ou Arméniens, chutes de régime entraînant des mouvements de populations comme en Roumanie. Dans le reste du monde, des événements tels que le génocide au Rwanda ou la situation en Algérie au début des années 1990 engendrent de nouvelles demandes d'asile en France.
Enfin, de nouveaux motifs de demande de protection apparaissent depuis les années 1990 : les demandes liées au genre, comme celles qui sont fondées sur les risques d’excision des petites filles, à la traite des êtres humains ou à l’orientation sexuelle. Les évolutions du droit, notamment la loi de décembre 2003 et la directive européenne dite "qualification" concernant les normes relatives aux conditions que doivent remplir les ressortissants des pays tiers pour pouvoir bénéficier d’une protection, permettent d’accorder une protection sur ces nouveaux motifs qui modifient le cadre de référence conventionnel. Cette loi supprime également l'asile territorial et le remplace par la protection subsidiaire.
L’établissement statue aussi sur les demandes d’asile présentées à la frontière depuis 2004.
En août 2020, Mediapart révèle la présence de longs délais dans le traitement de certains dossiers par l'OFPRA, notamment pour des dossiers de présumés génocidaires rwandais, leur permettant ainsi de rester sur le territoire français sans conséquences.

## Organisation

### Direction
| Identité                    | Période          | Période          |
| Identité                    | Début            | Fin              |
| --------------------------- | ---------------- | ---------------- |
| Pierre Basdevant (d)        | décembre 1974    | décembre 1978    |
| Jacques Fouchet (d)         | janvier 1979     | décembre 1981    |
| Georges Fieschi (d)         | 1982             | 1984             |
| Francis Roux (d)            | 1984             | 1986             |
| Jean Brouste (d)            | 1986             | 1988 (démission) |
| François Dopffer (d)        | 1988             | 1991             |
| Francis Lott (d)            | 9 août 1991      | 28 mai 1996      |
| Jean-François Terral (d)    | 1996             | 2000             |
| Michel Raimbaud             | 1er février 2000 | 31 janvier 2003  |
| Pierre Viaux (d)            | 1er février 2003 | 20 décembre 2004 |
| Jean-Loup Kuhn-Delforge (d) | 19 août 2004     | 2007             |
| Jean-François Cordet        | 17 juillet 2007  | 2012             |
| Pascal Brice                | 19 décembre 2012 | 28 décembre 2018 |
| Julien Boucher (d)          | 15 avril 2019    | 14 avril 2025    |

La direction de l'établissement est également assurée par un secrétaire général, une directrice de cabinet et deux secrétaires généraux adjoints.
Les officiers de protection instructeurs (OPI) examinent les dossiers, auditionnent les demandeurs d'asile et procèdent à l'analyse et à la qualification juridique des faits. Ils rédigent une décision motivée en droit et en fait. Des chargés de recherche au sein de la division de l'information, de la documentation et des recherches (DIDR) sont chargés du recueil et du traitement de l'information sur les pays de provenance des demandeurs d'asile. Des consultants juridiques de l'Office le représentent devant les juridictions (CNDA, Conseil d’État). Des rédacteurs, agents de catégorie A ou B, veillent à l'application de la réglementation en vigueur dans le domaine du droit des étrangers ainsi que de l'état civil. Des secrétaires sont nommés en division géographique, dans les divisions d'appui ou au pôle protection. Les interprètes ne sont pas salariés par l'Office mais par des cabinets d'interprétariat, titulaires des marchés publics conclus par l'Ofpra pour réaliser les traductions nécessaires dans le cadre des entretiens.

### Divisions géographiques
Les demandes d'asile sont instruites au sein de huit services appelés divisions géographiques d'instruction, certaines portant le nom d'une personne qui a été reconnue réfugiée en France. Depuis le mois de janvier 2017, elles sont réparties en deux pôles : le pôle Europe-Asie et le pôle Amériques-Afrique.
Les divisions sont subdivisées en plusieurs sections, unités d'instruction comprenant chacune entre 8 et 12 officiers de protection. L'Ofpra compte environ 450 officiers de protection chargés de l'instruction des demandes d'asile.

### Pôle protection
Le Pôle protection de l'Ofpra délivre près de 300 000 documents par an aux personnes protégées.
La protection des réfugiés, apatrides ou bénéficiaires de la protection subsidiaire, définie aux articles L.521- 2 al.2 et L.582-4 du CESEDA, consiste à établir les documents d'état civil aux personnes protégées par l'Office qui se trouvent, du fait de leur statut, dans l'impossibilité de s'adresser aux autorités de leur pays d'origine ou de résidence pour en obtenir.
Elle consiste également à gérer tous les évènements de la vie civile des personnes bénéficiant de l'asile et à prendre en charge toutes les questions relatives au maintien du statut.
La division de la protection est responsable de :
- la reconstitution des documents d'état civil ;
- la procédure de changement de prénom ;
- la délivrance de livrets de famille ;
- la délivrance de documents administratifs.

### Divisions d'appui

#### Division des affaires juridiques, européennes et internationales (DAJEI)
La DAJEI a quatre missions principales :
1. L'appui à l'instruction par le biais de réponses juridiques et pratiques aux consultations des autres divisions et services, la diffusion de l'information juridique et la participation à l'harmonisation de la doctrine et des pratiques de l'Office.
2. La représentation de l'Office devant les juridictions.
3. La participation à l'élaboration des nouvelles normes juridiques aux niveaux français et européen en matière d'asile et à leur mise en œuvre au sein de l'Office, ainsi que le contrôle de la qualité des décisions.
4. Le suivi de l'évolution du cadre juridique et des politiques de l'asile au niveau européen et international ainsi que la coordination des projets à vocation européenne et internationale.

Cette division est constituée de trois sections et d'un bureau :
- Section du conseil juridique et du contentieux
- Section de l'ordre public et des fins de protection
- Section des affaires générales
- Bureau des affaires européennes et internationales

#### Division de l'information, de la documentation et de la recherche (DIDR)
La principale mission de la division de l’information, de la documentation et des recherches (DIDR) est d’apporter un appui à l’instruction en fournissant aux agents de l’Office une information fiable, objective, transparente et actualisée sur les pays d’origine afin d’aider à la prise de décision.
Elle est chargée de diffuser l’information utile à l’instruction et à l’exercice de la protection, via le fonds documentaire interne qu’elle gère et le Portail métier de l’Ofpra, véritable base de données opérationnelle dont elle assure le pilotage. Elle est également chargée de la formation des officiers de protection instructeurs sur les pays d’origine.
La DIDR propose en outre un service de recherches à la demande destiné aux officiers de protection, lorsque des informations complémentaires sont nécessaires à l'étude d'un dossier. Conformes aux lignes directrices communes à l’Union européenne, les productions qu’elle réalise renforcent la qualité du traitement de la demande de protection internationale.
Les missions de recueil d’informations dans les pays d’origine conduites par la DIDR constituent également une source d’informations précieuse pour l’instruction des demandes.
Cette division est composée de trois sections de recherche spécialisées sur certaines zones géographiques et d'une section « Flora » responsable du portail métier et de la salle de consultation des ouvrages, études ou revues mis à la disposition des agents :
1. section Afrique
2. section Asie / Amériques
3. section Europe / Moyen-Orient
4. section Flora

### Mission de l'asile aux frontières (MAF)
Les agents instructeurs affectés à la mission de l'asile aux frontières sont directement basés dans la zone d'attente (ZAPI III) de l'aéroport de Roissy-Charles-de-Gaulle, à proximité des structures d'hébergement. Les auditions se déroulent dans les bureaux mis à la disposition de l'Ofpra par le ministère de l'Intérieur. L'interprétariat est pris en charge par l'Ofpra et se réalise par voie téléphonique.
La très grande majorité des demandeurs d'asile se présentant à l'aéroport de Roissy-Charles de Gaulle (plus de 85 %) sont donc entendus de vive voix en entretien. Pour les demandeurs se présentant à l'aéroport d'Orly ou dans les ports et aéroports en régions, les entretiens sont réalisés par téléphone.
Les officiers de protection instructeurs aux frontières bénéficient des mêmes outils d'appui auprès de la DIDR ou de la DAJEI notamment grâce au Portail métier de l'Office.
Les avis rendus par l'Ofpra sont rédigés sans délai, validés par le chef de mission puis transmis au ministère de l'Intérieur dans un délai inférieur à 4 jours à compter de la formulation de la demande. Dans le cas d'avis négatifs rendus par l'Ofpra, le rapport d'audition est communiqué au demandeur ou à son avocat.

### Conseil d'administration[17]
Le conseil d'administration de l'Ofpra est présidé depuis avril 2019 par Jean-François Monteils, conseiller maître à la Cour des Comptes, succédant à Jean Gaeremynck, conseiller d’État.
Il a été créé par la loi n° 2006-911 du 25 juillet 2006 avant d'être modifié dans sa composition et ses compétences par la loi n° 2015-925 du 29 juillet 2015 portant sur la réforme de l'asile, laquelle a introduit des mécanismes de parité et renforcé la participation des élus et des représentants de la société civile.
Le directeur général de l'Ofpra participe aux séances du conseil d'administration et dispose d'une voix consultative.
Le conseil d'administration fixe les orientations générales concernant l'activité de l'Ofpra et délibère sur les modalités de mise en œuvre des dispositions relatives à l'octroi du statut de réfugié ou de la protection subsidiaire.
En particulier, il fixe la liste des pays d'origine des demandeurs d'asile pouvant être considérés comme des pays d'origine sûrs, au regard des garanties de protection que les autorités de ces pays offrent contre les persécutions et les mauvais traitements ainsi que sur les sanctions qu'elles prévoient en cas de violation avérée des droits individuels. Depuis la loi du 29 juillet 2015, le conseil d'administration a la responsabilité particulière de veiller à l'actualité et à la pertinence des inscriptions. Il doit réexaminer régulièrement cette liste et ainsi radier les pays ne répondant plus à la définition des pays d'origine sûrs, ou ajouter ceux remplissant les critères légaux.
Conformément aux dispositions de l'article L. 121-13-1 du code de l'entrée et du séjour des étrangers et du droit d'asile (CESEDA), le conseil d'administration est composé de 17 membres ayant une voix délibérative :
- deux députés (une femme et un homme), désignés par l'Assemblée nationale ;
- deux sénateurs (une femme et un homme), désignés par le Sénat ;
- deux eurodéputés français au Parlement européen (une femme et un homme), désignés par décret ;
- dix représentants de l’État ;
- un représentant du personnel de l'Office, élu pour trois ans par les agents de l'Ofpra.

Il est également composé de trois personnalités qualifiées, qui ne disposent pas de voix délibérative à l'exception des décisions relatives à l'établissement de la liste des pays d'origine sûrs, l'une d'elles représentant les organismes chargés de l'accueil et de la prise en charge des demandeurs d'asile et réfugiés. Le représentant du Haut-commissaire des Nations unies pour les réfugiés assiste également aux séances et y présente ses observations, sans voix délibérative. Enfin, toute personne concernée par l'ordre du jour peut être conviée à assister aux séances.

## Activités
Jusqu’au début des années 1980, le taux d’admission global à une protection internationale avoisinait les 80 % et ce n'est qu'à partir de 1981 qu'il commence à diminuer, opérant une chute considérable pour atteindre les 15,4 % en 1990. Depuis 1987, il varie entre 15 % et 30 %. En 2016, il est de 38,1 %. On observe par ailleurs que le taux d’accord définitif, c'est-à-dire incluant les décisions en seconde instance, est en règle générale supérieur de 2 points au taux d’accord à l'Ofpra. Le taux d’accord de l’Ofpra quant à lui, évolue entre 8 % et 17 %. En 2016, il est de 29 %. Entre 2017 et 2020, le taux d'admission global se situe généralement autour de 30%. En 2020, les cinq premiers pays de provenance des premières demandes d’asile en France sont l'Afghanistan, le Bangladesh, le Pakistan, la Guinée et la Turquie.
Jusqu’en 2015, 80 % des décisions d'admission sont prises au titre de la convention de Genève, octroyant donc le statut de réfugié, et 20 % au titre de la protection subsidiaire. En 2016, les protections subsidiaires représentent 34 % des décisions positives. En 2016, l’Ofpra octroie 76 % de l’ensemble des protections (Ofpra + CNDA, hors mineurs accompagnants).
Pour l’ensemble de l’année 2017, la demande d’asile globale introduite à l’Ofpra atteint 100 412 demandes, en hausse de 17 % par rapport à 2016. Cette évolution s'explique par la crise migratoire qui affecte l'ensemble des États européens depuis 2015.
En 2018, cette augmentation continue en France : 122 743 demandes ont été introduites à l'Ofpra, en hausse de près de 22 % par rapport à 2017.
Après plusieurs années de hausse soutenue, en 2020, environ 95 600 demandes d’asile mineurs inclus ont été introduites à l’Ofpra, soit une baisse de 28 % par rapport à l’année 2019, due à la crise sanitaire mondiale. Ce chiffre global n’inclut pas les demandes d’asile en procédure dite « Dublin » dont la responsabilité incombe à un autre État membre de l'UE.
Les décisions de rejet de l'Ofpra sont susceptibles de recours devant la Cour nationale du droit d'asile (CNDA), située à Montreuil (Seine-Saint-Denis).

## Organismes comparables en Europe
- Allemagne : Bundesamt für Migration und Flüchtlinge (BAMF)
- Belgique : Commissariat général aux réfugiés et aux apatrides (CGRA)
- Pays-Bas : Immigratie en Naturalisatie Dienst (IND)
- Royaume-Uni : UK Border Agency, anciennement Border and Immigration Agency (BIA)
- Suisse : Secrétariat d'État aux migrations (SEM)
- Irlande : Oifig An Coimisinéir Iarratais do Dhídeanaithe (ORAC)
- Italie : Commissione Nazionale per il diritto di asilo (CN)

L'Ofpra, comme ses homologues, travaille en lien avec l'Agence de l'Union européenne pour l'asile (AUEA), basée à Malte.

#### Articles de presse
- Charlotte Rotman, « L'asile entre leurs mains », Libération, 4 juin 2003
- Lina Sankari, « L’asile, par ceux qui l’octroient (ou non) », L'Humanité, Article paru dans l'édition du 14 mars 2007
- Maryline Baumard, "Pascal Brice, "Monsieur migrants", Le Monde, 16 décembre 2015
- Fabien Leboucq, « Aux réfugiés, l'OFPRA pose beaucoup de questions, mais ils sont gentils », RFI, 19 juin 2017
- Nathalie Birchem, « Dans les coulisses de la demande d'asile », La Croix, 11 juillet 2017

### Documentaire
- Pierre-Nicolas Durand, Officier du droit d'asile, 2017 diffusé sur la chaîne Public Sénat.

#### Fiction
- Joël Boulvais, Le Sens de la parole
- Gilles Rosset, Blanc cassé
- Shumona Sinha, Assommons les pauvres !